# چربی بلابر

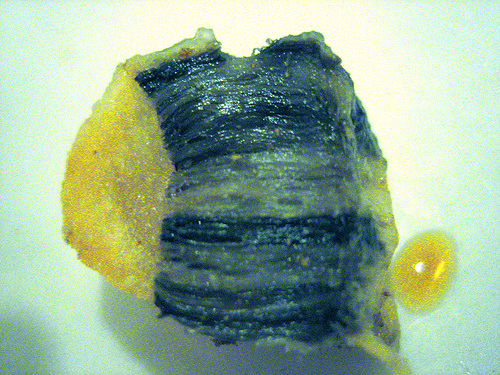
بلابر نهنگ

بلابر (به انگلیسی: Blubber) لایه ای ضخیم از بافت چربی عروقی است که در زیر پوست تمام  آب‌بازسانان‌ها، فک‌ها، پنگوئن‌ها و گاودریایی‌سانان قرار دارد.همچنین در بسیاری از خزندگان دریایی مانند ایکتیوسورها و پلسیوسور ها نیز وجود داشت.

## شرح
بافتی غنی از لیپید غلیظ حاوی فیبر کلاژن، که بافت زیرپوستی را شامل می‌شود و کل بدن را به جز قسمت ضمائم آن می‌پوشاند. این بافت توسط شبکه‌های بسیار سازمان‌یافته و فن‌شکل از تاندون‌ها و رباط‌ها به شدت به ماهیچه‌ها و اسکلت متصل می‌شوند و می‌توانند تا ۵۰ درصد از توده بدن برخی از پستانداران دریایی را در برخی از مراحل زندگی‌شان تشکیل دهند و می‌تواند از ۲ اینچ (۵ سانتیمتر) ضخامت در دلفین‌ها و نهنگ‌های کوچک‌تر تا بیش از ۱۲ اینچ (۳۰ سانتیمتر) ضخامت در برخی از نهنگ‌های بزرگ‌تر، مانند نهنگ حقیقی و نهنگ قطبی متغیر باشد. با این حال، این نشان‌دهنده توانایی نهنگ‌های بزرگ‌تر برای حفظ بهتر گرما نیست، زیرا ضخامت بلابر نهنگ تأثیر قابل‌توجهی در از دست دادن گرما ندارد. شاخص مهم‌تر در توانایی نهنگ در حفظ گرما، غلظت یا تمرکز آب و لیپید موجود در بلابر است، زیرا آب ظرفیت نگهداری گرما را کاهش می‌دهد درحالی که لیپید آن را افزایش می‌دهد.

## عملکرد
بلابر ذخیره چربی اولیه در برخی از پستانداران است، به ویژه آنهایی که در آب زندگی می‌کنند. به ویژه برای گونه‌هایی که در قسمت‌های مختلف اقیانوس تغذیه می‌کنند و پرورش می‌یابند بسیار مهم است. در این دوره‌ها، حیوانات چربی را متابولیزه می‌کنند. بلابر ممکن است در مصرف انرژی برای پستانداران دریایی مانند دلفین‌ها صرفه جویی کند، زیرا باعث افزایش شناوری در هنگام شنا می‌شود.
بلابر با سایر اشکال بافت چربی در ضخامت اضافی آن متفاوت است که از این طریق یک عایق حرارتی کارآمد را فراهم می‌کند و باعث می‌شود که برای تنظیم حرارت ضروری باشد. بلابر بیش از سایر بافت‌های چربی دارای رگ‌های خونی است.

## تأثیرات انسانی

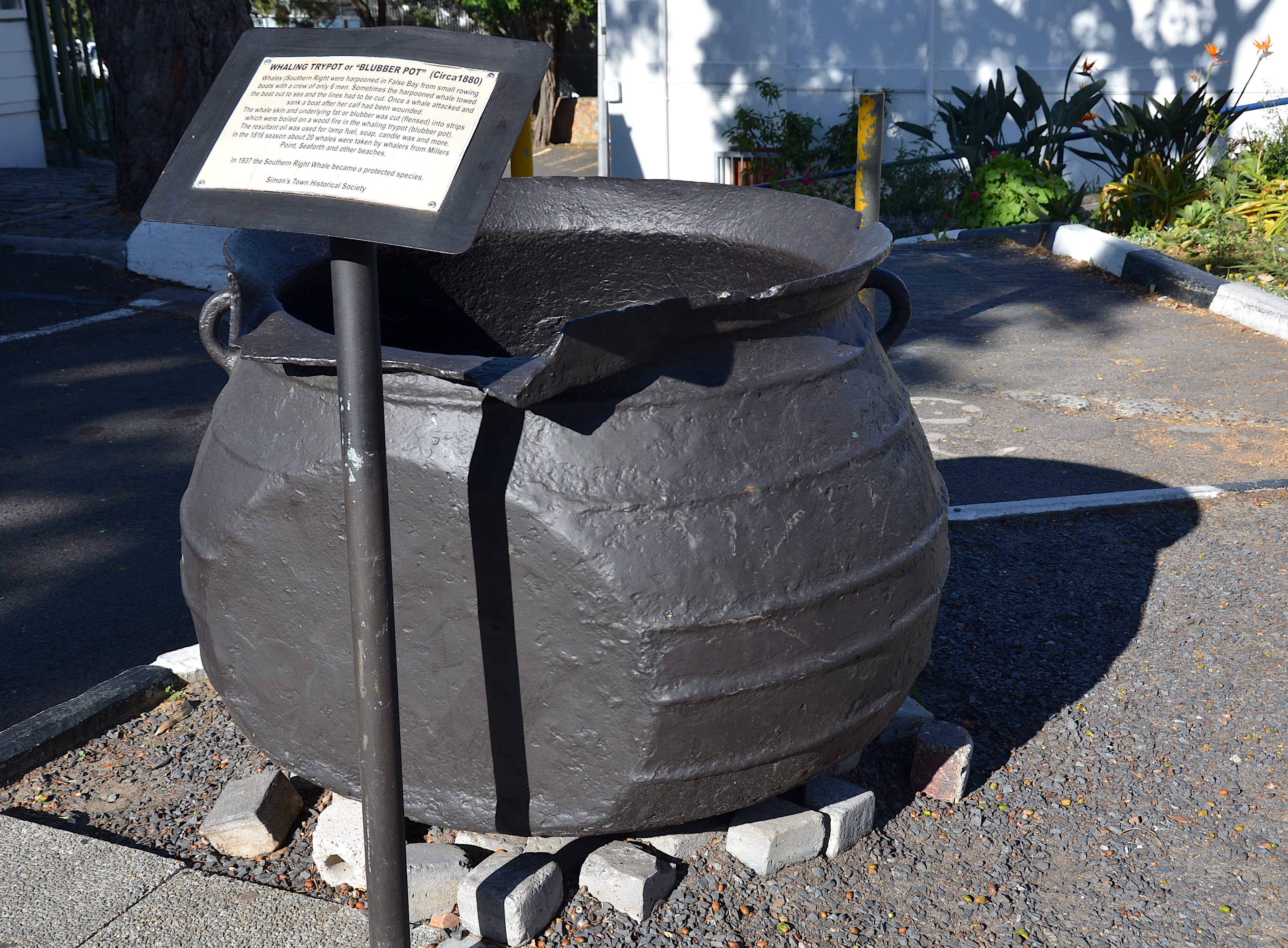
دیگ بلابر (مخصوص تهیه و جداسازی چربی بلابر) که در شهر سیمون در آفریقای جنوبی دیده می‌شود.

### استفاده‌ها
Uqhuq, یا uqsuq, (بلابر به زبان Inuktitut) بخش مهمی از رژیم غذایی سنتی اینوئیت‌ها و دیگر مردمان شمالی است علت آن ارزش انرژی بالا و در دسترس بودن می‌باشد.

### سلامتی
بلابر نهنگ‌ها و فوک‌ها حاوی اسیدهای چرب امگا ۳ و ویتامین D است. برای مثال، بدون ویتامین D، اینوئیت‌ها و سایر بومیان قطب شمال با احتمال بالاتری به بیماری راشیتیسم مبتلا می‌شوند. شواهدی وجود دارد که نشان می‌دهد بلابر و سایر چربی‌ها در رژیم غذایی مردمان قطب شمال کالری مورد نیاز برای جایگزینی کمبود کربوهیدرات‌هایی را که در رژیم‌های غذایی فرهنگ‌های دیگر جهان یافت می‌شود، تأمین می‌کنند.